# Reginar III de Henao
Reginar III (c. 920-973) fue conde de Henao de 940 a 958.

## Biografía
Nació en Brabante como hijo de Reginar II, conde de Henao. Junto con su hermano Rodolfo, participó en la rebelión de su tío Gilberto, duque de Lorena. Cuando Gilberto fue asesinado en 939, Reginar tuvo que prometer fidelidad al rey Otón I el Grande.
En ese momento se alió con el rey Luis IV de Francia, pero el rey Otón I envió al duque de Suabia y a sus tropas en 944.
Otón nombró a Conrado el Rojo como duque de Lotharingia, quién intentó disminuir el poder de Reginar. Aun así, cuando Conrado se levantó en contra de Otón, Reginar le apoyó. En una situación anárquica, Reginar se apropió de la dote de Gerberga de Sajonia, hermana de Otón y madre del rey francés, y también de propiedades de la Iglesia.
En 953, Bruno, arzobispo de Colonia , que también había sido nombrado duque de Lotharingia, restableció el orden y venció a Reginar. Reginar III rechazó someterse, siendo exiliado a Bohemia, donde murió.

## Familia
Fue padre de dos hijos:
- Reginar IV, conde de Mons
- Lamberto I de Lovania